# Abby Jiménez (escritora)
Abby Jiménez es una novelista de romance estadounidense y fundadora de Nadia Cakes. Es autora de los libros The Friend Zone (2019), The Happy Ever After Playlist (2020) (ambos obtuvieron reconocimiento como los más vendidos de USA Today.    
Posteriormente, publicó su tercera y cuarta novela, Life's Too Short (2021) y Parte de tu mundo (2022). Life's Too Short y Parte de tu mundo también se convirtieron en los más vendidos del USA Today y del New York Times Bestsellers.     Sus novelas han sido compradas por Thruline Entertainment y han comenzado a trabajar en una adaptación cinematográfica de The Happy Ever After Playlist. 
En noviembre de 2023 fue publicada la primera traducción al español de uno de sus libros, Parte de tu mundo, por Roca Editorial. 

## Carrera
Jiménez trabajaba como gerente en 2007, ese mismo año perdió su trabajo y fundó Nadia Cakes. Ahora es propietaria y opera pastelerías en Maple Grove y Woodbury en Minnesota y en Palmdale,California. Fue la ganadora de Cupcake Wars de Food Network en 2013. 

## Libros
- The Friend Zone (2019) [12] [13]
- The Happy Ever After Playlist (2020) [14] [15]
- Life’s Too Short (2021) [9]
- Parte de tu mundo (2022) [16]
- Yours Truly (2023) [17]
- Just for the Summer (próximamente, 2024) [18]

## Premios
Life's Too Short de Jiménez ganó en 2022 el premio Minnesota Book Award en la categoría de ficción de género. 
Su novela The Friend Zone fue un éxito de ventas en Polonia y ganó un premio Empik en 2020.  En 2019 el audiolibro de The Friend Zone, narrado por Teddy Hamilton y Erin Mallon, fue nominado a un Premio Audie de Romance en 2020. 